# 克洛斯特博伊倫巴赫河
48°8′10″N 10°14′54″E / 48.13611°N 10.24833°E
克洛斯特博伊倫巴赫河（德語：Klosterbeurener Bach），是德國的河流，位於該國東南部，由巴伐利亞負責管轄，屬於金茨河的支流，河道全長13公里，發源自霍爾茨金茨西北面。